# Léon Fauret
Léon Fauret, né le 25 décembre 1863 à Mugron et mort le 12 avril 1955 à Neuilly-sur-Seine, est un peintre et illustrateur français.

## Biographie
Léon Fauret est le fils de Pierre Hypolyte Fauret, négociant, et de Marie Thérèse Bonzin.
Formé par Albéric Dupuy aux Beaux-Arts de Bordeaux, il arrive dans la capitale où il est élève  de Jean-Paul Laurens, de Benjamin-Constant, et de Gabriel Ferrier. Il expose au Salon à partir de 1891.
Il illustre de ses dessins les magazines Femina,, le Monde illustré ou la Vie illustrée.
En 1906, il épouse Marie Anna Clémentine Verdurand.
Il meurt à Neuilly-sur-Seine, à l'âge de 91 ans.

## Œuvres exposées aux Salons parisiens
- Portrait de M. E. L.-D., au Salon de 1891
- Femme du XVIe siècle, au Salon de 1894, pastel
- Biétrix ; 1460, au Salon de 1895
- Épave sainte, au Salon de 1896
- Symbole, au Salon de 1898, pastel
- Un goûter au Petit-Trianon, au Salon de 1898

## Œuvre dans les collections publiques
- Livraison de voitures au Grand Palais pour le Salon de l'automobile", huile sur toile, 0,54 par 0,73,  Paris, musée Carnavalet .